# Paruir Sevak
Paruir Sevak (en armeni: Պարույր Սևակ), nascut Paruir Rafaielí Ghazarian (armeni: Պարույր Ռաֆայելի Ղազարյան) el 24 de gener del 1924 a Zangakatun (Armènia) i mort el 17 de juny del 1971 a Armènia, fou un poeta armeni.

## Carrera
Fou un autor difícil, perquè la seua poesia és intel·lectual, sense deixar de ser popular. Va contribuir a traure la poesia de la rutina soviètica i fou defensor del renaixement de la poesia armènia actual. "Que l'única regla siga / la irregularitat!", va dir a aquells que volien unir la poesia i la política a la seua manera. Fou ell, juntament amb Yeghishe Tcharents i Silva Kaputikian, qui va obrir els camins de la modernitat a la poesia armènia. Adoptà el lema de Tcharents: "Converteix-te en l'alé del temps".
El 1958, publica Campanar intocable, que tracta sobre Genocidi armeni i en què apareix la figura altament simbòlica de Komitàs. Fou un gran lector de Gregori de Narek, de Saiat-Novà, i va escriure una tesi (doctorat) sobre aquest trobador del segle XVIII al 1962, acceptada per les autoritats culturals de Moscou. Fa una anàlisi rica i profunda, molt fina, de l'obra del famós trobador.
Mitjançant l'ús obligat de l'ambigüitat, Sevak va aconseguir dur la poesia moderna a un dels seus punts d'inflexió més importants: el pas de la poesia a la poètica. Molt audaç en la seua novetat, la seua poesia és molt vehement, segons Serge Venturini, perquè sacseja de dalt a baix les antigues formes d'expressió del llenguatge nascudes després de la dolorosa postguerra. Sarcàstic fins a l'amargor, els seus mots manifesten, cap al final de la seua vida, un desordre metafísic de tot el seu ésser que s'oposa a les formes convencionals del realisme socialista.
El van considerar massa turbulent, massa lliure, i per això l'acusaren de cosmopolitisme les autoritats en el poder, que només emetien imprimaturs a escriptors de literatura estatal amb gran sospita, perquè sols tenien ulls per als veritables fills de l'URSS, fins i tot a la dècada dels 1970, i fins i tot lluny de Moscou.
Paruir Sevak, parlant de nova poesia i nous poetes, i emfasitzant la seua llibertat i independència mental, escrigué: "La nova generació s'enfrontarà a enormes obstacles. No seran considerats poetes, se'ls demanarà que callen i diran tota mena de coses sobre ells: "intel·ligents secs", "escrius el que vulgues, excepte poesia", "boigs per l'originalitat", etc. Però són els nous els que tenen la raó. I a partir de hui, soc al seu costat, soc amb ells, beneïsc el seu camí".
El seu darrer llibre, Que es faça la llum! (1971), és la seua obra testamentària. Va morir en circumstàncies molt inquietants en un accident de cotxe amb la seua dona, Nelli Menagharishvili, aixafada per un camió; alguns no dubten a veure la mà del KGB rere d'aquest accident, ja que criticava la corrupció de l'establishment soviètic dels anys anteriors. Sevak va morir als 47 anys, i deixà dos fills. Està soterrat al pati del darrere de sa casa, a Zangakatun, que s'ha convertit en museu.
L'edició del seu llibre del 1969, amb una tirada de 25.000 exemplars, es va exhaurir en pocs dies. La seua tomba és a la seua casa museu a Chanaghchi, a prop de les vinyes que plantà ell mateix. Cada any, el 17 de juny, els membres de la revista mensual Garoun ('Primavera', una antiga revista literària de referència que ha travessat moltes èpoques) s'apleguen en la seua memòria i organitzen trobades literàries amb joves poetes, perpetuant així una tradició poètica armènia.
El 2007 a Erevan, Sergei Galoyan publicà Un assassinat purament soviètic. En aquesta obra en dos volums, editada gràcies als mecenes (a càrrec de l'autor), Galoyan mostra com i per què Paruir Sevak fou assassinat juntament amb la seua dona.
Paruir Sevak és l'autor del text d'Erevan Erebuni musicat per Edgar Hovhannissian el 1968. Aquesta cançó, que esdevindrà el famós himne d'Erevan, capital d'Armènia, s'interpretà per primera volta el mateix any amb motiu del 2.750é aniversari de la fundació de la ciutat.